# Agustina Albertario

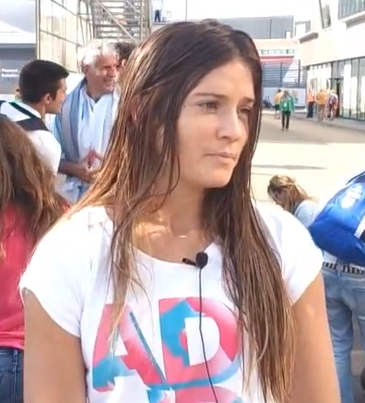
Agustina Albertario (2014)

Agustina Albertario oder Agustina Albertarrio (* 1. Januar 1993 in Lomas de Zamora, Provinz Buenos Aires) ist eine argentinische Hockeyspielerin. Sie gewann mit der argentinischen Nationalmannschaft eine olympische Silbermedaille (2021) und eine Bronzemedaille (2024) und war Weltmeisterschaftsdritte 2014.

## Sportliche Karriere
Die Stürmerin nahm 2010 an den Olympischen Jugendspielen teil. Dort gewann die argentinische Mannschaft die Silbermedaille hinter den Niederländerinnen. 2013 siegten die Niederländerinnen auch im Finale der Juniorenweltmeisterschaft gegen die Argentinierinnen.
Bereits im Januar 2013 debütierte Albertario auch in der argentinischen Nationalmannschaft. Im März 2014 siegten die Argentinierinnen bei den Südamerikaspielen in Santiago de Chile. Im Finale gegen die Chileninnen gewannen die Argentinierinnen mit 3:1. Drei Monate später fand die Weltmeisterschaft in Den Haag statt. Die Argentinierinnen belegten in der Vorrunde den zweiten Platz hinter dem Team aus den Vereinigten Staaten. Im Halbfinale unterlagen die Argentinierinnen den Niederländerinnen mit 0:4, das Spiel um den dritten Platz gewannen sie mit 2:1 gegen das US-Team. Im Finale der Panamerikanischen Spiele 2015 in Toronto trafen die beiden Teams erneut aufeinander und die Mannschaft aus den Vereinigten Staaten gewann mit 2:1. Bei den Olympischen Spielen 2016 in Rio de Janeiro belegten die Argentinierinnen in der Vorrunde den vierten Platz und unterlagen im Viertelfinale den Niederländerinnen mit 2:3. In den Platzierungsspielen erreichten sie den siebten Platz.
London war Austragungsort der Weltmeisterschaft 2018. Die Argentinierinnen belegten in ihrer Vorrundengruppe den zweiten Platz. Im Viertelfinale unterlagen sie den Australierinnen im Shootout. Letztlich belegten die Argentinierinnen den siebten Platz. 2019 gewann die argentinische Mannschaft die Goldmedaille bei den Panamerikanischen Spielen in Lima. Bei den Olympischen Spielen in Tokio belegten die Argentinierinnen in ihrer Vorrundengruppe nur den dritten Platz. Mit einem 3:0-Sieg im Viertelfinale gegen die deutsche Mannschaft und einem 2:1-Halbfinalsieg über die Inderinnen erreichten die Argentinierinnen das Finale gegen die Mannschaft aus den Niederlanden. Die Argentinierinnen unterlagen mit 1:3 und erhielten die Silbermedaille.
Im Jahr darauf erreichten die Argentinierinnen bei der Weltmeisterschaft in Terrassa mit einem Sieg im Shootout gegen die deutsche Mannschaft das Endspiel. Dort verloren sie mit 1:3 gegen die Niederländerinnen.
Bei den Olympischen Spielen 2024 in Paris erreichte sie mit der Mannschaft die Bronzemedaille.
Agustina Albertario spielt auf Vereinsebene für Lomas Athletic.